# Cockerelliella adinandrae
Cockerelliella adinandrae là một loài côn trùng cánh nửa trong họ Aleyrodidae, phân họ Aleyrodinae.
Cockerelliella adinandrae được Corbett miêu tả khoa học đầu tiên năm 1935.